# Каманда, Кама Сивор
Кама Сивор Каманда (англ. Kama Sywor Kamanda) — конголезский поэт, писатель, новеллист, драматург египетского происхождения; родился в Луэбо, Конго, 11 ноября 1952 года. После окончания школы изучал в Европе и Африке журналистику, политологию и право. Сегодня его приглашают читать лекции в университеты разных стран мира. Он также пишет критические статьи на темы культуры и политики.
Богатое творчество новеллиста, поэта и романиста Каманды пользуется признанием во всем мире. С 1967 года, когда вышли в свет его «Рассказы африканских сумерек», Каманда написал около двадцати книг, в которые вошли тысячи стихотворений и сотни рассказов. Им также написано несколько романов.
В новеллах писателя причудливо переплетены личный опыт и фантазии автора, а также традиции и реальность чёрного континента. В феерических сюжетах его повествований дышат культура и древние цивилизации Африки.

## Международное признание
- 1987 — Премия Поля Верлена Французской академии
- 1990 — Премия Луизы Лабе
- 1991 — Гран-при по литературе чёрной Африки
- 1992 — Специальное упоминание на «Поэзиадах», Парижский академический институт
- 1992 — Приз «Серебряный жасмин» за поэтическую оригинальность, Литературное общество «Серебряный жасмин»
- 1993 — Премия Теофиля Готье Французской академии
- 1999 — Премия Мелины Меркури, Ассоциация греческих поэтов и писателей
- 2000 — Поэт тысячелетия-2000, Международная академия поэтов, Индия
- 2000 — Почетный гражданин города Жоаль-Фадиут, Сенегал
- 2002 — Гран-при за поэзию Международного общества греческих писателей
- 2005 — Вошел в число 100 лучших писателей 2005 г. , Международный биографический центр, Кембридж
- 2005 — Профессионал 2005 г. , Международный биографический центр, Кембридж
- 2005 — Человек года-2005, Американский биографический институт
- 2005 — Почетное свидетельство за исключительный вклад в развитие французского языка, Свидетельство Мориса Каньона, Международный совет изучения французского языка
- 2006 — Диплом магистра за особые достижения в литературе, Всемирная академия литературы, США
- 2006 — Международная премия Мира — 2006, Объединённая культурная конвенция, США

## Статьи, посвященные творчеству автора
- 1993 — Kama Kamanda au pays du conte (Marie-Claire de Coninck) (Кама Каманда в стране сказок — Мари-Клэр де Коннинк)
- 1994 — Kama Kamanda poète de l’exil (Pierrette Sartin) (Кама Каманда, поэт в изгнании — Пьеретт Сартен)
- 1997 — Kama Kamanda, Hommage (Кама Каманда, дань уважения)
- 2003 — Kama Sywor Kamanda, chantre de la mémoire égyptienne (Isabelle Cata et Frank Nyalendo) (Кама Сивор Каманда, певец воспоминаний о Египте — Изабелла Ката и Франк Ньялендо)
- 2007 — Regards critiques (Marie-Madeleine Van Ruymbeke Stey, dir.)
- 2015,2019 _ Une réflexion critique de l’oeuvre de Kama Sywor Kamanda par Isabelle Cata .
- 2019 _ Kama Sywor Kamanda, histoire d’une oeuvre, histoire d’une vie par Sophie Davoine.
- Selection of Kamanda’s Love Poems
- Kamanda African Messenger — Selected poems